# 益山武明
益山武明（日语：／ Masuyama Takeaki，1989年4月14日—）是日本男聲優，隸屬於賢Production。

## 經歷
- 東京媒體學院（現：東京聲優國際學院）聲優養成科畢業後，賢Production附屬的聲優養成所(第12期生)畢業[2]
- 2013年秋季試聽會上合格，首次主演音樂劇[3][4]。
- 2015年與一般女性結婚。2017年9月第一個孩子出生[5]。

## 人物
- 特長是日本拳。[1]

## 出演作品
- 主要角色以粗體顯示。

### 電視動畫
2011年
- 偶像大師（觀眾C）

2012年
- 伊克西翁傳說 DT（マイド族）
- 銀魂'（編集A、知惠空黨、看守）
- 心理測量者（不良、強盜犯）
- 夏色奇蹟（車內廣播）

2013年
- AMNESIA 失憶症（男）
- 探險托里蘭托 -1000年的珍寶-（住民）
- 美食的俘虜（師范代）
- 問題兒童都來自異世界（士兵）

2014年
- 綠林女兒羅妮婭（博爾查山賊）
- Pac-World（クリーピーB、オグル、巨大怪物、水蚤）

2015年
- 高達G之復興（Rigid飛行員）
- 飆速宅男 GRANDE ROAD（觀眾）

2016年
- 海螺小姐
- JoJo的奇妙冒險 不滅鑽石（男）
- 漂流武士（歐爾特兵）
- 智龍迷城X（龍喚士）

2017年
- 碧藍幻想 The Animation（傭兵A）
- 戰姬絕唱SYMPHOGEAR AXZ（通信兵）
- 野良與皇女與流浪貓之心（井田）
- 將國戡亂記（軍人人偶、波尼基亞兵、親兵A、巴爾塔兵、烏莫軍隊長）
- 咕嚕咕嚕魔法陣（第3作）（托拉托拉、神官）
- 偶像大師 SideM（紅井朱雀）

2018年
- 廢柴王子 ANIME CARAVAN（士兵B）
- Classicaloid 2（警備員B）
- POP TEAM EPIC（年輕人A）
- 偶像活動Friends！（攝影師）
- 魔法少女 俺（不良）
- 皇帝聖印戰記（約瑟夫）
- 千緒的通學路（貝內迪特〈BL遊戲角色〉）
- 偶像大師 SideM 有理由Mini!（紅井朱雀）
- 刀劍神域 Alicization（艾爾多利耶·辛賽西斯·薩提汪）
- 銀魂.（解放軍士兵）

2019年
- 家有女友（柾岡悠彌）
- 刀劍神域 Alicization War of Underworld（艾爾多利耶·辛賽西斯·薩提汪）
- 警視廳 特務部 特殊凶惡犯對策室 第七課 -特7-（年輕人B）

2021年
- 重創的傷口（鷲峰蘭）

2024年
- 神奇柑仔店 錢天堂（甚六）
- 終末的火車前往何方？（抵抗男）

2025年
- 在沖繩喜歡上的女孩方言講得太過令人困擾（古謝實咲樹）
- 正義使者 -我的英雄學院之非法英雄-（米長路次也）

### Web動畫
2016年
- 《寶可夢世代》
- 機動戰士高達 雷霆戰線（聯邦兵）

2017年
- 夢王國與沉睡中的100位王子殿下 Short Stories（梅蒂）

2018年
- DEVILMAN crybaby（記者B、白襯衫A）

### OVA
2017年
- 漂流武士 第十四幕（第3軍參謀）

2018年
- 岸邊露伴一動不動 EPISODE #02 六壁坂（修）

### 劇場版動畫
2016年
- ZEGAPAIN ADP（學生）

### 遊戲
2012年
- 倭人異聞録 〜あさき、ゆめみし〜（真人）
- Halo 4（研究員）

2013年
- NORN9
- 最終幻想XIII

2015年
- 夢王國與沉睡中的100位王子殿下（梅蒂）

2016年
- 偶像大師 SideM（紅井朱雀）
- 三國志13

2017年
- 偶像大師 SideM 獻唱舞台！（紅井朱雀）

2018年
- 怪物彈珠（惡魔・龐克・煉獄:摩洛）

2019年
- 永遠的7日之都（黑死）

2020年
- 刀劍神域 Alicization Lycoris（艾爾多利耶·整合體·三十一）

2021年
- 偶像大師 POPLINKS（紅井朱雀）
- 偶像大師 SideM GROWING STARS（紅井朱雀）

2022年
- 夢職人與無法忘懷的黑妖精（旭）

2024年
- 魔法禁書目錄 幻想收束（馬克·史佩斯）

### 吹替
2013年
- 新水滸（史進、祝彪）

## 外部連結
- （日語）事務所個人介紹頁 （页面存档备份，存于）
- メンバー紹介｜音楽座ミュージカル （页面存档备份，存于）
- ますらおぶり。 - アメーバブログ （页面存档备份，存于）
- 益山武明的X（前Twitter）

1. 1 2 3  . 賢Production.   [2014-10-11]. （原始内容存档于2014-10-07）.
2. ↑  .   [2014-10-11]. （原始内容存档于2016-03-04）.
3. ↑  .   [2014-10-11]. （原始内容存档于2014-10-17）.
4. ↑  .   [2014-10-11]. （原始内容存档于2014-10-17）.
5. ↑  mascandal_0414的2017年9月17日的推文、. Retrieved 2017-10-02.